# 太湖県
太湖県（たいこ-けん）は、中華人民共和国安徽省安慶市に位置する県。

## 行政区画
- 鎮:晋熙鎮、徐橋鎮、新倉鎮、小池鎮、寺前鎮、天華鎮、牛鎮鎮、弥陀鎮、北中鎮、百里鎮
- 郷:大石郷、城西郷、江塘郷、湯泉郷、劉畈郷